# ويليام إيستون
ويليام إيستون (بالإنجليزية: William Easton)‏ هو لاعب كرة قدم بريطاني، ولد في 17 يوليو 1986 في روثرجلين ‏ في المملكة المتحدة. لعب مع دندي يونايتد ونادي آير يونايتد.

## وصلات خارجية
- ويليام إيستون على موقع قاعدة بيانات كرة القدم.إي يو (الإنجليزية)
- ويليام إيستون على موقع Soccerbase.com (لاعب) (الإنجليزية)